# Bensen B-10
Bensen B-10 Propcopter bylo americké nekonvenční experimentální letadlo se schopností VTOL (vertikální vzlet a přistání) postavené koncem 50. let 20. století ve Spojených státech amerických leteckým konstruktérem Igorem Bensenem, zakladatelem společnosti Bensen Aircraft. 
Pilot seděl obkročmo na nosníku, na jehož koncích byly ve vodorovné poloze namontovány vrtule zajišťující potřebný vztlak. Poháněny byly dvěma pístovými motory McCulloch o výkonu 54 kW (72 hp) každý. Byl postaven pouze jeden prototyp s označením N56U.

## Specifikace

### Technické údaje
- Pohon: 2× pístový motor McCulloch; 54 kW každý
- Průměr vrtulí: 2× 1,2 m
- Posádka: 1 pilot